# Аполлодор Каристський
Аполлодор Каристський (дав.-гр. Ἀπολλόδωρος ὁ Καρύστιος; кін. IV ст. до н. е. —1-а пол. III ст. до н. е.) — давньогрецький поет, представник нової аттичної комедії.

## Життя та творчість
Народився у м.Карист (острів Евбея). Про дату народження немає відомостей. Вже досвідченим поетом перебрався до Афін. Тут ставив п'єси. Роквіт творчості припадає на 300—260 роки до н. е. Загалом здобув 5 перемог на Діонісіях. Усього в доробку Аполлодора 47 комедій. З них збереглися лише окремі уривки.
Вони були доволі популярними у сучасників. П'єси «Суперництво за спадок» та «Свекруха» використав давньоримський поет Теренцій.